# Cuíca

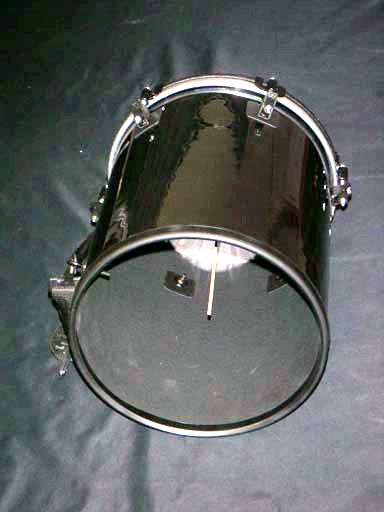
Cuíca

Die Cuíca ist eine Reibetrommel (Friktionstrommel) der brasilianischen Musik. Sie besteht üblicherweise aus einem Metallzylinder, der an einer Seite mit Leder bespannt ist. In das Leder wird ein kleiner Bambusstab eingebunden, durch den die Membran zum Schwingen gebracht wird und der sich innerhalb des Instrumentenkörpers befindet. Für die gelegentlich geäußerte Vermutung, es handele sich bei der Bespannung des Instrumentes um Katzenfell oder Katzenhaut, finden sich in der brasilianischen Literatur keine Hinweise.
Die Größe des Instruments variiert von Konservendosen- bis Putzeimergröße (10–20 cm Höhe). Besonders aufwendig gearbeitete Instrumente sind aus Messing und haben an der Oberseite mehrere Schalltrichter.
Große, nicht mehr tragbare Instrumente mit einem Durchmesser von 50 cm und mehr werden auch Löwengebrüll genannt (so z. B. verwendet in der Oper Drei Schwestern von Péter Eötvös).
Die Cuíca wird vom Spieler unter einem Arm, etwa auf Brusthöhe mit Unterstützung eines Schultergurtes getragen.
Durch Reiben des Stabes mit einem feuchten Stück Stoff oder Leder entstehen quietschende Klänge. Die Tonhöhe variiert der Musiker durch Druck des Daumens bzw. der Fingerkuppen der anderen Hand auf das Fell. Das Instrument wird typischerweise für Sambamusik eingesetzt. Von einfachen rhythmischen Strukturen bis hin zu ganzen Melodien bietet die Cuíca eine Vielzahl von Ausdrucksmöglichkeiten.
anhören 1ⓘ
anhören 2ⓘ
Ein ähnliches Instrument in Westeuropa ist der Brummtopf.